# Brunivka (Novoselivka), Poltava
Brunivka (în ucraineană Брунівка) este un sat în comuna Novoselivka din raionul Poltava, regiunea Poltava, Ucraina.

## Demografie
Componența lingvistică a localității Brunivka
     Ucraineană (85,71%)
     Română (9,52%)
     Rusă (4,76%)
Conform recensământului din 2001, majoritatea populației localității Brunivka era vorbitoare de ucraineană (85,71%), existând în minoritate și vorbitori de română (9,52%) și rusă (4,76%).